# Omar Massa
Omar Massa (Buenos Aires, 1981) es un bandoneonista y compositor argentino. Se le ha considerado como un embajador del bandoneón y de la música de Astor Piazzolla en Europa.

## Biografía
Omar Massa nació en 1981, en Buenos Aires, Argentina. Procede de una familia que no se dedicaba profesionalmente a la música; aunque su madre tocaba el piano. Comenzó a estudiar piano y a los 5 años conoció la música de Astor Piazzolla, debutando en el Café Tortoni de Buenos Aires entre los 6 y los 7 años.

### Estudios musicales
A la edad de 12, comenzó a estudiar en el Conservatorio Nacional de Música. Como maestros de bandoneón tuvo a Marcos Madrigal, Julio Pane y Rodolfo Mederos. También estudió con Alejandro Barletta, con quien pudo introducirse al repertorio clásico, académico y la música de concierto.

### Carrera musical
En 2011 tocó como bandoneón solista junto a Plácido Domingo en un concierto público en el Obelisco de Buenos Aires. En dicho concierto también fungió como director de los bandoneones que acompañaron al cantante.
También ha interpretado con la Orquesta Sinfónica del Principado de Asturias; ha realizado giras en América, Asia y Europa. Como compositor ha escrito obras como Concertango, Suite Patagonia, las cuales fueron estrenadas en México, en el Palacio de Bellas Artes en el marco de un ciclo de música de cámara.
En 2012 comenzó a vivir en San Rafael, Mendoza; y más tarde, en 2016, se mudó a Europa, fijando su lugar de residencia en Berlín, desde el año 2019. Desde entonces se le considera un embajador de la música argentina, el tango, en Alemania. En 2021 participó en la celebraciones del centenario de Astor Piazzolla, desde Amberes, Bélgica. El 19 de mayo de 2021, Omar Massa se presentó en el festival Phil Harmonika, dentro del marco del veinticinco aniversario del hermanamiento de Buenos Aires y Berlín, presentando música de Piazzolla.

## Obra

### Estilo musical
En sus composiciones musicales combina elementos minimalistas y contemplativos, atmósferas impresionistas y también una métrica inusual. Su armonía se expande a los lenguajes habituales, pero aun así sigue utilizando elementos del Nuevo Tango creado por Piazzolla.

### Influencias
Su principal influencia es Astor Piazzolla, de quien interpreta su música.

### Lista de obras[8]
- Prologue and tango
- Buenos Aires Ressonances
- Tango Meditation no. 1
- Tango Étude
- Tango Lullaby
- Tango, scherzo and finale
- Negro Liso
- Prayer, Adagio

## Discografía
- Piazzolla & Massa: Nuevo Tango Concertos. Solo Musica, 2021[9][10]
- Buenos Aires Resonances, Massa Trío: Omar Massa (bandoneón), Markus Däunert (violín), Kim Barbier (piano). Ars Produktion, 2022[11][12]

## Premios
- 2014 - Nominado a los Premios Gardel por su disco Homenaje a Piazzolla[13]